# フォーミュラワン・パドッククラブ

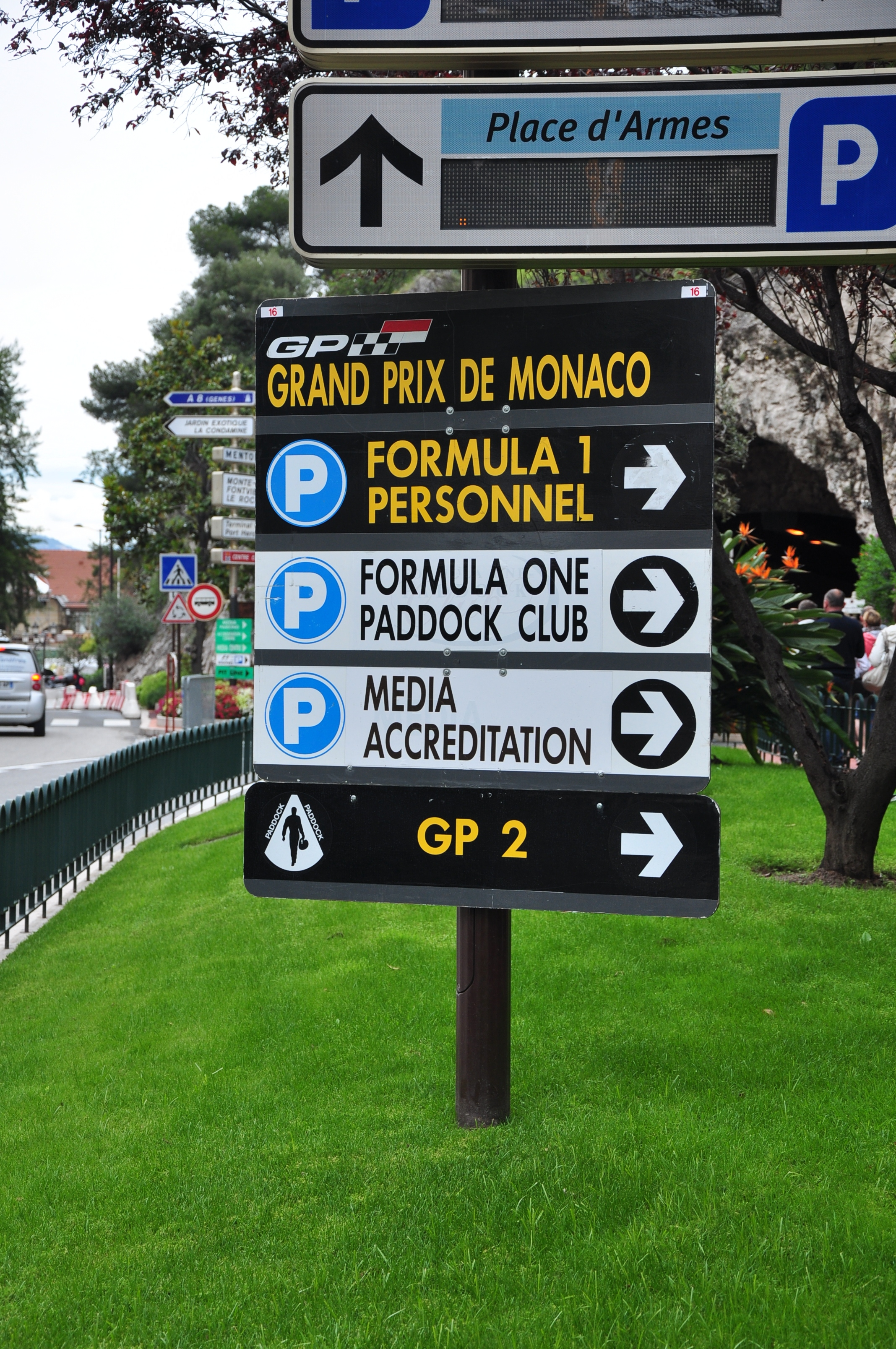
Formula One Paddock Clubを案内する表示（モナコグランプリ）

フォーミュラワン・パドッククラブ（Formula One Paddock Club）は、フォーミュラ1世界選手権において、招待客やその他の上客のために特別に設けられた観戦エリアのこと。

## 概要
フォーミュラ1世界選手権を統括する「フォーミュラワン・グループ」社の関連会社で、「フォーミュラワン・グループ」社の最高経営責任者のバーニー・エクレストンの部下を長年務めてきたパディ・マクナリー率いる「オールスポーツ・マネジメント」社が、世界各国で行われるフォーミュラ1世界選手権におけるチーム及びレーススポンサー接待、あるいは純粋な客としての富裕層や熱烈なファンのために運営され始めた。
現在は、全てのフォーミュラ1世界選手権が行われるサーキットのパドックエリアに、名前入りの入場パスの所有者のみが入場することができる、一般観客と完全に隔たれたパドックエリア内の観戦および休憩エリアが設けられている。レース開催日および2日間の予選日の3日間オープンしている。
レースイベントの席としては極めて高額な料金が設定されている。事実上一般客は入ることができないエリアである。

### サービス

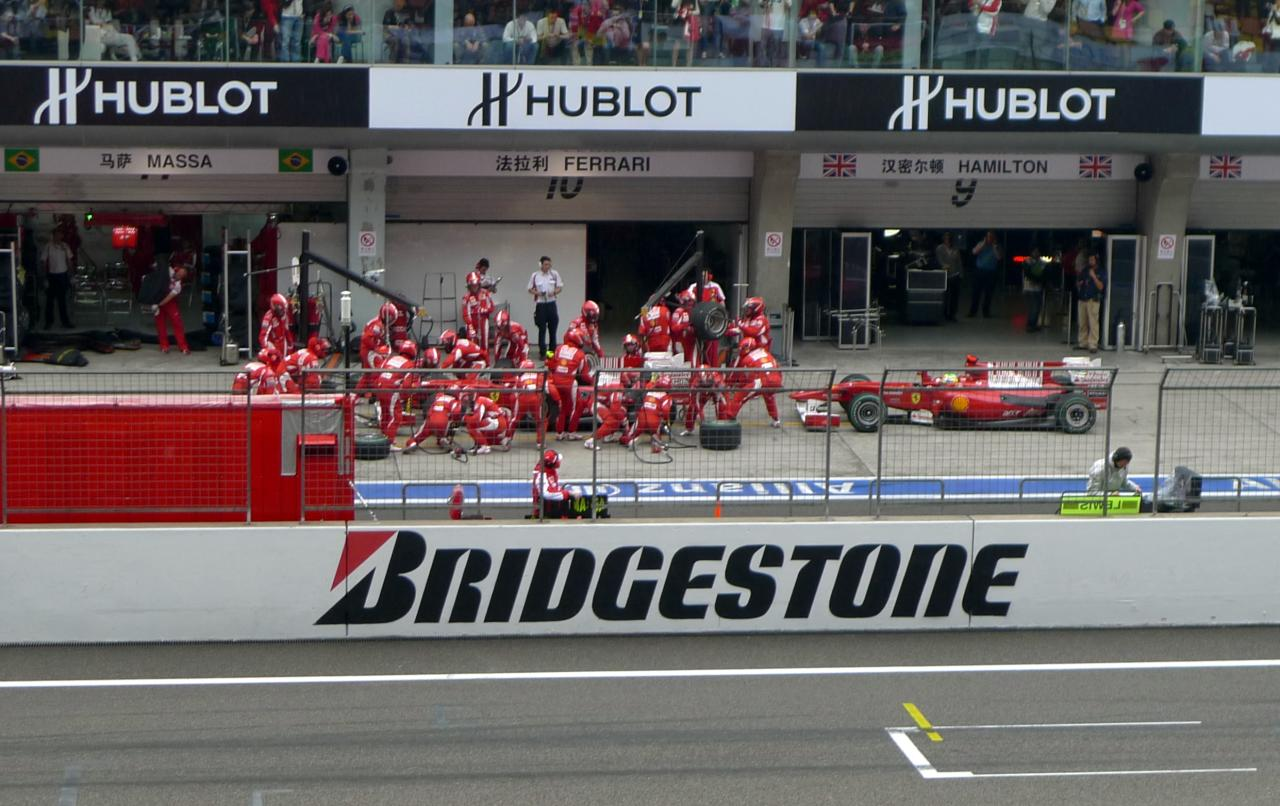
ピット上の観戦ラウンジ（中国グランプリ）

入場パスの所有者は、下記のサービスを追加料金無しで享受することができる。
- ピット上など、一般観客から隔たれたエリアに設置された観戦ラウンジ、もしくは観戦席
- パス所有者のために特別に設けられたピットウォーク・タイム
- パドック内に飲食および休憩用に設けられた、エアコン付きの特設テント
  - レース中常に提供されるビュッフェ形式の昼食
  - クロワッサンやペストリー
  - シャンパン、ワイン、ソフトドリンク
  - レースプログラムと耳栓
- パドックから徒歩圏内に設けられた駐車場（4人に1枚提供）[2]

またチームによっては、レーシングドライバーやチームの首脳陣が特別にラウンジを訪れ、簡単なトークショーなどを行う例もある。一方でサービスは全サーキットで一定の規格化がなされており、利用には英語が話せる必要があるほか、食事内容も基本的に洋食となる。

### パスの販売
パスは基本的にチーム及びレーススポンサーをはじめとする関係者のために販売されているものの、それ以外の顧客も、レースによってはサーキットやオールスポーツ・マネジメント社から直接、もしくは転売されたものを購入することが可能である。また、フェラーリは市販車のオーナーのために全レースのパスを販売しており、オーナーは正規ディーラー経由で購入することができる。
なお、開催地によって料金は大きく異なるものの、パスの価格は金曜日、土曜日、日曜日の3日間通しで50万円強（2015年シーズン）となっており、レース開催日の日曜日および土曜日のみのパス、レース開催日のみのパスも用意されている。モナコグランプリとシンガポールグランプリは特別料金となるほか、日本グランプリも他のグランプリに比べて多少高い料金が設定されている。同一のグランプリでも、購入ルートによって価格やサービス内容が異なるという（一例として、2023年日本グランプリの場合、鈴鹿サーキットの販売価格で1人78万円）。
一般客には非常に敷居が高く、富裕層か熱烈なファンが主なターゲットとなる。